# Bunderbos
Het Bunderbos is een lintvormig bos dat ligt op de oostelijke terrassengordel van het Maasdal tussen Elsloo en Bunde in Zuid-Limburg. Het Bunderbos is zeer rijk aan bronnen en beekjes.
Sinds de jaren 1960 vormde de A2 een barrière tussen het Bunderbos en Kalverbosch aan de oostzijde van de snelweg. Sinds 2013 is het Bunderbos weer met het Kalverbosch verbonden door middel van de ecoducten Bunderbosch en Kalverbosch.

## Geografie en landschap
Het Bunderbos strekt zich uit over een afstand van zo'n 5,5 km tussen Elsloo en Bunde, en bedekt een oppervlakte van zo'n 50 hectare. Het bos bevindt zich op de oostelijke helling van het Maasdal en bedekt daar een aantal Maasterrassen. Plaatselijk komen er hoogteverschillen voor van 80 meter. Samen met aangrenzend bosgebied vormt het Bunderbos een Natura 2000-gebied onder de naam Bunder- en Elsloërbos.

### Geografie
Het reliëf van het bos is sinds 1864 onderbroken door de spoorlijn Roermond-Maastricht, die prominent in het smalle bosgebied aanwezig is. Als gevolg van deze ingreep is de Kniensheuvel ontstaan. Een groot deel van de oorspronkelijke padenstructuur is door de aanleg van dit tracé eveneens grotendeels verloren gegaan. Over een deel van het bosgebied lopen elektriciteitskabels van hoge spanning. Ter hoogte van de spoortunnel ('De Duiker') tussen Elsloo en Geulle staat een elektriciteitsmast op 'De Kiezelberg'. Het bosgebied wordt ter hoogte van Geulle geregeld onderbroken door wegen. Van noord naar zuid is dat ten eerste de Slingerberg, die zich zigzaggend door het bos begeeft. Ten tweede is dat de Snijdersberg, die zich manifesteert als een steile berg met daarop een rechte weg. Als laatste is er de Moorveldsweg die naar het dorpje Moorveld leidt. Zowel de Slingerberg als de Snijdersberg zijn favoriete sparringpartners voor wielrenners en hardlopers. Het gehele bosgebied is een natuurreservaat.

### Landschap
Het Bunderbos maakt onderdeel uit van het zuidelijke rivierenlandschap, omdat de nabijgelegen Grindmaas een sterke invloed heeft gehad op de vorming van de geomorfologie van het bos. Doordat het aangrenzende Julianakanaal voor een groot deel de oorspronkelijke hydrologie en de daarmee samenhangende dynamiek tussen rivier en bos heeft weggenomen, wordt de ontwikkeling van het Bunderbos tegenwoordig nog nauwelijks beïnvloed door de Maas. De grondwaterspiegel van de beemden daarentegen, wordt tot op heden wel degelijk door fluctuaties in de rivierwaterstand beïnvloed.
Voorname afvoerende beekcomplexen zijn die van Hemelbeek en Slakbeek.

### Beken
Beken die hun water uit het bos krijgen (van noord naar zuid op punt van samenvloeiing):
- Hemelbeek
  - Slakbeek
  - Medammerweidebeek
  - Hussebeek
    - Bergzijpke

  - Woudbeek
  - Armsterbeek
  - Poortlossing
- Oude Broekgraaf
  - Zandbeek
  - Molenbeek
    - Renbeek
    - Snijdersbeek
    - Stommebeek
    - Waalsebeek

  - Verlegde Broekgraaf
    - Heiligenbeek
      - Bosbeek
      - Leukderbeek

    - Berghorstbeek
    - Stalebeek
      - Bunderbeek

    - Rijnbeek
      - Zavelbeek
      - Paslossing
        - Middelgraaf

Tussen de Molenbeek en de Heiligenbeek stroomt de Roosbeek waarvan het water afgevoerd wordt via de riolering.
De steile hellingwand is ontstaan door erosie van de Maas, maar ook de verschillende beken hebben voor erosie gezorgd. Het water van de Zavelbeek, Berghorstbeek, Leukderbeek, Molenbeek en Hemelbeek heeft erosiedalen in de dalwand uitgesleten. Vrijwel overal ontspringen de bronnen in het bos op ongeveer 20 tot 30 meter onder de plateaurand, de plek waar klei uit het Laagpakket van Boom dagzoomt. Op andere plekken bevinden zich bronnen lager op de hellingen op de plekken waar klei van het Laagpakket van Kleine-Spouwen of het Laagpakket van Goudsberg dagzoomt.
Tot aan het begin van de 20e eeuw lagen er aan de voet van de hellingen natte beemden en moerassen. Het bronwater stroomde toen via allerlei beekjes naar de Maas. Met de aanleg van het Julianakanaal werd de afwatering gebundeld en werd het water op twee plaatsen onder het kanaal doorgevoerd. Met de aanleg van de spoorlijn Maastricht - Venlo en de latere reconstructie van de spoordijk moesten diverse maatregelen genomen worden om de toestroom van het vele bronwater te beteugelen om te voorkomen dat de helling gaat afschuiven of de spoordijk door verzadiging verzakt. Er werden toen verschillende ontwateringslossingen gegraven die veelal parallel aan de spoordijk werden aangelegd. Ten westen van de spoorlijn zijn ten zuiden van Geulle tevens verschillende beken rechtgetrokken om het water snel af te voeren en de beken kwamen toen tussen verhoogde oevers te liggen.

## Geologie en bodem

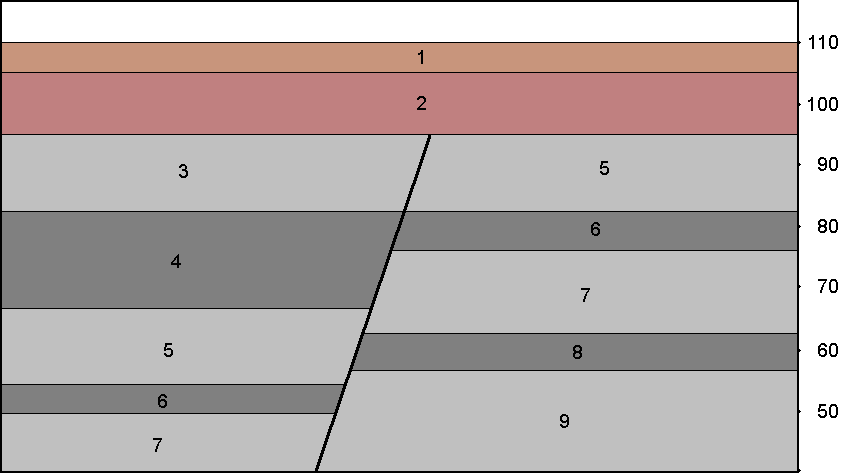
Dwarsdoorsnede (noord-zuid) van de Geullebreuk met in donkergrijs de kleilagen en in lichtgrijs de zandlagen

Het reliëf van het Bunderbos is na het laatste glaciaal ontstaan. Zo'n 10.000 jaar geleden nam de stroomsnelheid en de breedte van de Maas fors toe. De Maas sneed toen diep in op het toenmalige, matig glooiende landschap. Daarbij sneed de Maas ook tal van al eerder door de rivier afgezette grind- en zandlagen aan. Deze grind- en zandlagen vormden voorheen al grondwater-voerende pakketten.
Toen de stroomsnelheid van de Maas zo'n 9000 jaar geleden fors afnam, ontstond er een dagzoming van uittredende bronnen op de plaatsen waar de Maas de grindlagen had aangesneden. Aanvankelijk moet dat op zeer veel locaties hebben plaatsgevonden, omdat de Maas de betreffende grindlagen over de gehele lengte van het huidige Bunderbos heeft aangesneden. Door de oprukkende bosvorming en de al dan niet daarmee samenhangende hellingprocessen, is het aantal bronlocaties in de loop der eeuwen afgenomen. De uittredende bronnen en de daaruit talrijk voortgekomen beekloopjes, hebben lokaal puinwaaiers gevormd.
Door de altijd forse invloed van hellingprocessen in het bos, krijgt de bosbodem in het Bunderbos nauwelijks tijd om zich goed te ontwikkelen. Ter plekke worden de oudste bosbodems dan ook op de vlakkere terrasplateaus aangetroffen. Bodemerosie als hellingproces is in het bos soms goed zichtbaar door de aanwezigheid van daslook. Dit kruid vestigt zich in afglijdende bodemformaties. Zodoende zijn deze modderstromen zichtbaar als zomen met daslook-planten.
De Schin op Geulbreuk en de Geullebreuk (met verzet) doorsnijden het bos.
In de bodem bij de Geullebreuk bevinden zich onder andere de volgende lagen: (nummers tussen haakjes corresponderen met nummers dwarsdoorsnede)
- löss (1) uit het Laagpakket van Schimmert
- Maasgrind (2) uit de Formatie van Beegden
- Mioceen
  - Laagpakket van Kakert (3) (zand)
- Midden-Oligoceen
  - Laagpakket van Boom (4) (klei)
  - Laagpakket van Waterval (5) (zand)
  - Laagpakket van Kleine-Spouwen (6) (klei)
  - Laagpakket van Berg (7) (zand)
- Onder-Oligoceen
  - Laagpakket van Goudsberg (8) (klei)
  - Laagpakket van Klimmen (9) (zand)

## Plantengroei
De voornaamste typerende bosvegetaties van het Bunderbos zijn het essenbronbos, veldbies-beukenbos, gierstgras-beukenbos en het parelgras-beukenbos. De plantengroei is bijzonder rijk en omvat planten als bosbingelkruid, kleine kaardenbol, reuzenpaardenstaart, gele dovenetel, gevlekte dovenetel, hangende zegge, slanke zegge, slanke sleutelbloem, bosanemoon, eenbes, daslook en keverorchis.

## Dierenleven
Het Bunderbos staat bekend om het voorkomen van de vuursalamander. De herpetofauna van het Bunderbos bestaat verder uit alpenwatersalamander, kleine watersalamander, groene kikker, bruine kikker, gewone pad en hazelworm.
De meest typerende broedvogels van het Bunderbos zijn ijsvogel, boomvalk en grote gele kwikstaart. Geregeld in het Bunderbos waargenomen zoogdieren zijn onder andere ree, das, vos, steenmarter, bunzing, eekhoorn en rosse woelmuis. In het bos bevindt zich een van Nederlands oudste dassenburchten.
In mei 2006 stelden deskundigen van het Natuurhistorisch Genootschap in Limburg de aanwezigheid van de tamelijk zeldzame Brandts vleermuis definitief vast. Ook de watervleermuis, gewone baardvleermuis, franjestaart, rosse vleermuis en de laatvlieger werden aangetroffen.
Ook werden bij eerdere onderzoeken in het voorjaar van 2006 twintig soorten libellen aangetroffen, waaronder de zeldzame beekrombout.

## Cultuurgeschiedenis
Het huidige Bunderbos maakte voor de intocht van de Romeinen deel uit van een groot oerboscomplex dat zich uitstrekte vanaf de dynamische, drassige Maasoevers via de bronrijke hellingen naar de drogere, schrale plateaus. Dit oerbos vormde destijds één geheel met de bosgebieden in het huidige Belgische Kempendistrict, het huidige Duitsland en het tegenwoordige Nederlands Limburg.

### Prehistorische akkers
De eerste ontginners van het oerbos aan de randen van het huidige Bunderbos moeten de Bandkeramiekers zijn geweest, die medio 5 000 v.Chr. Limburg binnentrokken en de landbouw in Nederland introduceerden. Uit die tijd zijn vele vuurstenen disselbijlen als individuele vondsten teruggevonden op de akkerplateaus. Deze behoorden toe aan de prehistorische houthakkers. In het huidige Bunderbos zijn fragmentarisch enkele tekenen van tijdelijke Bandkeramische nederzettingen teruggevonden nabij het gehucht Catsop. De extreem steile hellingen vormden geen geschikte landbouwgebied, evenmin waren ze geschikt voor de realisering van nederzettingen.

### De Romeinen
De eerste hernieuwde activiteit in het gebied vindt plaats rond 90 v.Chr. na de Romeinse bezetting van de toenmalige Eburoonse regio. De Romeinen begonnen toen een deel van het schrale oerbos op de plateaus te ontginnen om een lange, aaneengesloten heirbaan aan te leggen die legereenheden snel in de bestuurseenheden tussen Tongeren en Nijmegen kon brengen: de heirbaan Maastricht - Nijmegen. Aan weerszijden van de heirbaan werden grote percelen bosgebied gekapt om het gebied overzichtelijk te houden voor de militairen. Uit onderzoek naar de fossiele stuifmeelkorrels uit die tijd, blijkt dat er veel struikheide aan weerszijden van de heirbanen heeft gegroeid. Vermoedelijk hebben geromaniseerde boeren daar hun vee (schapen, geiten) op laten grazen. Enigszins afgelegen van de heirbaan, zou tegen het huidige Bunderbosgebied een Romeinse villa hebben gelegen. Die veronderstelling is gebaseerd op vondsten van dakpannen en gebruiksvoorwerpen aan de rand van het bosgebied nabij het Armsterveld tussen Elsloo en Catsop. Ook wordt vermoed dat de Romeinen, net zoals in het Savelsbos, kiezelwinning op kleine schaal pleegden door kuilen en sleuven in het bosgebied te graven.

### Vroegmiddeleeuws verval
Na de val van het Romeinse Rijk verviel de orde in de regio en rukte het bos sterk op. Rond het jaar 700 moeten er zich nabij de huidige dorpen Elsloo, Geulle en Bunde al kleine nederzettingen hebben ontwikkeld uit bosontginningen. Het achtervoegsel 'loo' in 'Elsloo' kan op een vroegmiddeleeuwse bosontginning duiden. Het is mogelijk dat het Bunderbos in die tijd een voornaam houtwingebied was. In die tijd kan het bosgebied ook in gebruik genomen zijn als weidegebied voor varkens en runderen en als ontginningsgrond voor de, aanvankelijk nog kleine-, akkercomplexen. Toen vond vermoedelijk ook de eerste vorming van hakhoutbomen plaats. Halverwege de 16e eeuw was de topografische vorm van het huidige Bunderbos al bepaald, omdat toen het leeuwendeel van het oerbos in Limburg ontgonnen was tot akkers, grazige weidegronden en uiterwaardbeemden.

### 19e eeuw: drainage
Het huidige Bunderbosgebied is als bosgebied nooit ontgonnen ten behoeve van de landbouw of woningbouw, vanwege het weerbarstige reliëf. Ondanks de geologische gesteldheid van het gebied, besloot de Nederlandse regering in 1865 de spoorlijn Maastricht-Venlo aan te leggen dwars door het Bunderbosgebied. Dit bracht een groot aantal landschappelijke ingrepen in het Bunderbos met zich mee. Zo werd de Hemelbeek genormaliseerd tot een rechte, snelstromende sloot. Vele andere beeklichamen tussen Elsloo en Geulle werden in normalisatie loodrecht op de Hemelbeek vergraven, zodat de drainage van het dijklichaam waar de spoorlijn op ligt, gewaarborgd zou blijven.
In het Bunderbos bevinden zich op boslocaties dicht bij de dorpen bosopstanden met zichtbare overblijfselen van hakhoutcultuur. Op sommige plaatsen lijkt de dikte van de hakhoutstoven van een hoge ouderdom te getuigen. Onduidelijk is hoe oud de desbetreffende opstanden zijn en of er sprake is geweest van aanplant.
In de jaren 1950 werden grote delen van het Bunderbos aangekocht door Staatsbosbeheer.